# بيت حنش (أفلح الشام)

تعديل مصدري - تعديل

بيت حنش هي إحدى قرى عزلة بني حربي بمديرية أفلح الشام التابعة لمحافظة حجة، بلغ تعداد سكانها 293 نسمة حسب تعداد اليمن لعام 2004.